# Asesinato de Cláudia Silva Ferreira
La mañana del 16 de marzo de 2014, la mujer negra brasileña Cláudia Silva Ferreira, fue asesinada por agentes de la Policía Militar de Río de Janeiro, en Morro da Congonha, en el norte de Río de Janeiro, tras ser baleada y luego arrastrada entre 300 y 350 metros por el vehículo policial que la rescató durante un operativo policial. Las imágenes del incidente causaron gran repercusión nacional e internacional, generando protestas y debates sobre la violencia policial y la impunidad en Brasil. Seis policías involucrados en el caso fueron acusados de delitos, entre ellos homicidio intencional y fraude procesal.

## Víctima
Cláudia Silva Ferreira (Río de Janeiro, 1976 — Río de Janeiro, 16 de marzo de 2014), conocida como Cacau, era madre de cuatro hijos y cuidaba de otros cuatro sobrinos, de edades comprendidas entre 5 y 18 años. Según su marido, ella caminaba para comprar comida para sus hijos cuando le dispararon. Cláudia trabajaba como asistente de servicio en un hospital y habría cumplido 20 años de casada en septiembre de 2014.

## Asesinato
Cláudia fue alcanzada durante un intercambio de disparos en la región donde vivía y luego fue rescatada y colocada en el maletero de un vehículo policial por tres agentes que afirmaron que la llevarían a un hospital. Durante el trayecto, su cuerpo cayó del baúl y, atrapado entre sus ropas, quedó colgado y arrastrado unos 350 metros por la Estrada Intendente Magalhães. La escena del arrastre del cuerpo de Cláudia fue filmada por un camarógrafo anónimo (que estaba en el auto detrás del patrullero) y el video fue difundido por la prensa.

## Reacciones
Las imágenes difundidas causaron gran repercusión nacional e internacional. La muerte de Cláudia provocó protestas dentro de la comunidad donde vivía y más allá. En una campaña en las redes sociales llamada "100 veces Cláudia", más de 100 artistas crearon imágenes en su honor. En una intervención durante una sesión especial en el Senado Federal, la activista Arísia Barros habló sobre la representatividad del caso dado el legado del racismo en Brasil y pidió la aprobación del proyecto de ley 4.471/2012, que establece mayor rigor en las investigaciones de las muertes resultantes de acción policial.
Dilma Rousseff, presidenta de la República, lamentó lo sucedido a través de una red social: En esta hora de tristeza y dolor, ofrezco mi solidaridad a los familiares y amigos de Cláudia. La muerte de Claudia conmocionó al país. Cláudia da Silva Ferreira tenía 4 hijos, estaba casada desde hacía 20 años y se levantaba de madrugada para trabajar en un hospital de Río.
El gobernador de Río de Janeiro, Sérgio Cabral, calificó la acción policial de "abominable" y se reunió con la familia de Cláudia poco después de su muerte. Lo mínimo que se espera de los tres policías arrestados es que sean expulsados del cuerpo.

### Indemnidad

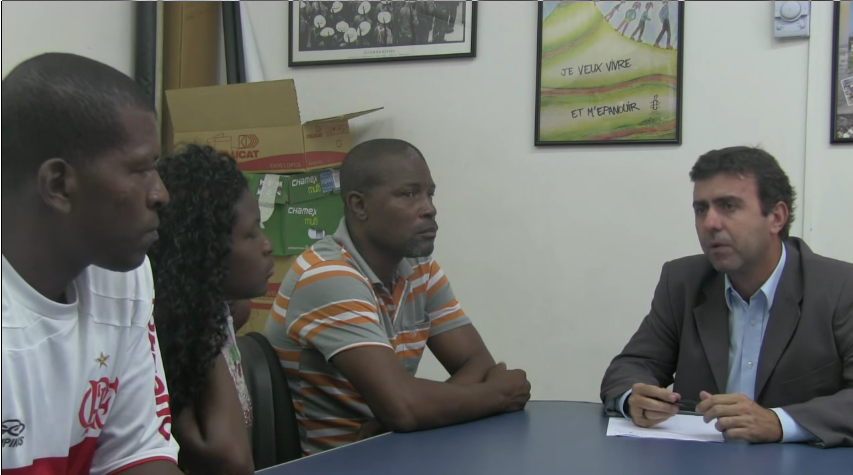
El entonces diputado estatal Marcelo Freixo (derecha) conversa con la familia de Cláudia en la Comisión de Derechos Humanos y Ciudadanía de la Asamblea Legislativa de Río, en 2016.

En abril de 2014, la Defensoría Pública de Río de Janeiro firmó un acuerdo con el Gobierno del Estado de Río de Janeiro para garantizar la indemnización por daños morales y materiales a la familia.

## Investigación y desarrollos
Un peritaje determinó que la causa de la muerte de Cláudia fue un disparo de arma de fuego que impactó en el corazón y el pulmón.
De los policías que transportaron a Cláudia cuando fue arrastrada, dos de ellos, los subtenientes Adir Serrano Machado y Rodney Miguel Archanjo, del 9º Batallón de la Policía Militar, ya habían estado involucrados, incluso antes del caso de Cláudia, en casos que resultaron en la muerte de al menos otras 69 personas durante presuntos tiroteos se registraron como "informes de resistencia" entre 2000 y 2014.
En mayo, seis agentes de policía implicados en el caso fueron acusados de delitos como homicidio intencional y fraude procesal. Sin embargo, en julio del mismo año ya habían regresado a trabajar y, en octubre, evitaron tener que enfrentarse al Tribunal Común. Dos años después de la muerte de Cláudia, ningún policía ha sido responsabilizado por su muerte. Después de 4 años, el caso persistía sin conclusión.
El caso de Cláudia ganó notoriedad por el carácter impactante de las imágenes y reavivó un amplio debate público sobre la violencia policial y la impunidad en los casos de crímenes cometidos por la policía en Brasil. Una encuesta de Amnistía Internacional Brasil muestra que al menos el 16% de los homicidios registrados en la ciudad de Río entre 2010 y 2015 fueron cometidos por agentes de policía, una de las tasas de mortalidad policial más altas del mundo. En 220 casos examinados por la organización de derechos humanos relacionados con asesinatos policiales, sólo un agente de policía había sido acusado.